# 凤凰山路站
凤凰山路站位于中华人民共和国山东省青島市黃島區東岳中路，是青岛地铁13号线的地铁车站。2018年12月26日开通。該地鐵站共有3個出入口。